# Dicranoweisia alpina
Dicranoweisia alpina là một loài rêu trong họ Dicranaceae. Loài này được Mitt. Paris mô tả khoa học đầu tiên năm 1896.